# بياتريكس شيرمان
بياتريكس شيرمان (بالإنجليزية: Beatrix Sherman)‏ هي فنانة أمريكية، ولدت في 10 يناير 1894 في سكرانتون في الولايات المتحدة، وتوفيت في 1975.